# Branislav Pipović
Branislav Pipović (rođen 10. maja 1959) srpski je pisac i kompozitor iz Beograda.
Autor je drama Pariska komuna (režija: Paolo Mađeli, "Atelje 212", Beograd, 1988), Pagani ("Scena", Novi Sad, 1993), drama s muzikom Plavi anđeo (po motivima romana Hajnriha Mana 2007, režija: Erol Kadić, "Madlenianum", Beograd, 2013), Who Cares/Zvijezda je rođena (adaptacija/režija: Miloš Paunović, "Narodno pozorište Republike Srpske", Banja Luka, 2009); potom, zbirke pripovetki Zimska svita ("Prosveta", Beograd, 1997), hermetičke studije Zamak: Uspavana Lepotica (Inicijacija u Misteriju Ruže i Krsta; LOM, Beograd, 2001), objavljeno na engleskom od strane "Lux Mundi Press", Njujork, 2009, Drame (sabrane drame, "Ukronija", Beograd, 2011). Objavljuje priče po periodici i u novinama "Politika".
Njegov sin je glumac Andrej Pipović.
Radio je originalnu autorsku muziku za sledeće pozorišne predstave:
- Gordan Mihić, Osmeh anđela, režija Jovica Pavić, premijera 1. 6. 1996, Teatar "Joakim Vujić", Kragujevac[7]
- Jelica Zupanc, Ognjena kupina, r. kolektiv, 9. 10. 1997, Teatar "Joakim Vujić", Kragujevac[8]
- Dušan Cvetić, Damin gambit, r. Jovica Pavić, 10. 3. 2001, Pozorište "Slavija", Beograd[9]
- Ljiljana Lašić, Jasmin na stranputici, r. Vladimir Lazić, 9. 11. 2002, Pozorište "Slavija", Beograd[10]
- Miladin Ševarlić, Zavodnik, r. Miladin Ševarlić, 14. 12. 2002, Pozorište "Slavija", Beograd[11]
- Vuk Drašković, Noć đenerala, r. Jovica Pavić, 30. 4. 2003, Narodno pozorište Užice[12]
- Ljiljana Lašić, Kafana "Kod zajedno", r. Jovica Pavić, 11. 2. 2004, Pozorište "Slavija", Beograd[13]
- Ljiljana Lašić, Kuća bez prozora, r. Vladimir Lazić, 25. 4. 2009, Pozorište "Slavija", Beograd[14]
- Branislav Pipović (po motivima romana Hajnriha Mana), Plavi anđeo, r. Erol Kadić, 21. 4. 2013, Opera i teatar "Madlenianum", Zemun[15]
- Branislav Nušić, Kako vreme brzo prolazi, r. Marko Misirača, 5. 3. 2014, Pozorište "Slavija", Beograd[16]
- Branislav Nušić, Opasna igra, r. Velimir Mitrović, 22. 10. 2014, Pozorište "Slavija", Beograd[17]
- Vladimir Đurđević, Tri klase i gospođa Nušić, r. Milica Kralj, 11. 11. 2014, Beogradsko dramsko pozorište[18]
- Vladimir Đurđević, Bajka o pozorištu, r. Marko Misirača, 26. 12. 2014, Zvezdara Teatar, Beograd[19]
- Kristofer Dž. Džonson, Kerovi, r. Erol Kadić, 3. 6. 2015, Yugoart, Beograd i Dom omladine Pančevo[20]
- Branislav Nušić, Lopuže, r. Velimir Mitrović, 20. 10. 2015, Pozorište "Slavija", Beograd[21]
- Branislav Nušić, Prva parnica, r. Marko Misirača, 7. 11. 2015, Pozorište "Slavija", Beograd[22]
- Vesna Stanković, Zoran Mijaljević, Ubi me kurje oko, r. Vesna Stanković, 28. 11. 2015, Trupa "BalkanArt", Beograd (Scena "Raša Plaović" Narodnog pozorišta u Beogradu)[23]
- Borisav Stanković, Koštana, r. Velimir Mitrović, 24. 1. 2016, Pozorište "Slavija", Beograd[24]
- Matija Bećković, Oli mi ga dat?, r. Petar Božović, 29. 2. 2016, Pozorište "Slavija", Beograd[25]
- Milan Rale Nikolić, Izvinjavamo se, mnogo se izvinjavamo, r. Erol Kadić, 26. 4. 2016, Yugoart, Beograd i Teatar "Carte Blanche", Zemun[26]
- Branislav Nušić, Žena bez srca, r. Slavenko Saletović, 16. 2. 2017, Pozorište "Slavija", Beograd[27]
- Džejson Miler, Šampioni, r. Marko Misirača, 29. 3. 2017, Party Plan, Beograd i Teatar "Carte Blanche", Zemun[28]
- Mirko Demić, Igre brojeva, r. Marko Misirača, 21. 10. 2017, Spomen-park "21, oktobar", Kragujevac (Veliki školski čas)[29]
- Mate Matišić, Ničiji sin, r. Marko Misirača, 4. 10. 2018, Beogradsko dramsko pozorište[30]
- Po motivima teksta Mareja Šizgala, Most ljubavi, r. Tea Puharić, 27. 11. 2018, Pozorište "Slavija", Beograd[31]
- Tijana Grumić (po pripovetkama A. P. Čehova), Audicija - Kako sam dobila ulogu, r. Mirjana Karanović, 21. 4. 2019, Pan teatar, Beograd[32]
- Dario Fo, Ima para, nema para, r. Tea Puharić, 20. 9. 2019, Pozorište "Slavija", Beograd[33]
- Zoltan Egreši, Blitva i krompir, r. Marko Misirača, 16. 1. 2020, Knjaževsko-srpski teatar Kragujevac[34]
- Džefri Hačer, Jedan Pikaso, r. Erol Kadić, 25. 10. 2020, Pozorište Atelje 212, Beograd[35]
- Marej Šizgal, Ljubaf, r. Erol Kadić, 4. 7. 2023, Pozorište "Teatrijum" (Dvorište Kapetan-Mišinog zdanja) i Yugoart, Beograd
- Elizabeta Đorevska (po motivima drame Vili Rasela), Ej, Radmila, Radmila, r. Elizabeta Đorevska, 8. 3. 2024, Pan teatar, Beograd[36]